# Cosaci, Argeș
Cosaci este un sat în comuna Brăduleț din județul Argeș, Muntenia, România.